# در آکادمی
در آکادمی (انگلیسی: Up the Academy) فیلمی در ژانر کمدی به کارگردانی رابرت داونی سینیور است که در سال ۱۹۸۰ منتشر شد. این فیلم یک شکست بزرگ تجاری بود و به عنوان یکی از بدترین فیلم‌های تمام زمان‌ها در نظر گرفته شد.

## بازیگران
- ران لیبمن
- رالف ماکیو
- تام پوستون
- باربارا باک
- آنتونیو فارگاس
- ایان ولف
- لئونارد فری
- رابرت داونی جونیور